# 诸县
诸县，中国古县名。
西汉置，治所在今山东省诸城市西南。新朝时改名诸并县。两汉属琅邪郡，三国曹魏、晋朝属城阳郡，北魏、东魏属东莞郡。北齐天保七年（556年）废入东武县。